# Richard d'Alton
Richard d'Alton, oorspronkelijke schrijfwijze Dalton (Rathconrath, ca. 1733 – Speyer, 16 februari 1791) was een Iers militair in het keizerlijk leger van de Habsburgse monarchie. Hij bracht het tot graaf en generaal maar viel in ongenade bij keizer Jozef II na zijn falen in de Oostenrijkse Nederlanden tijdens de Brabantse Omwenteling.

## Leven

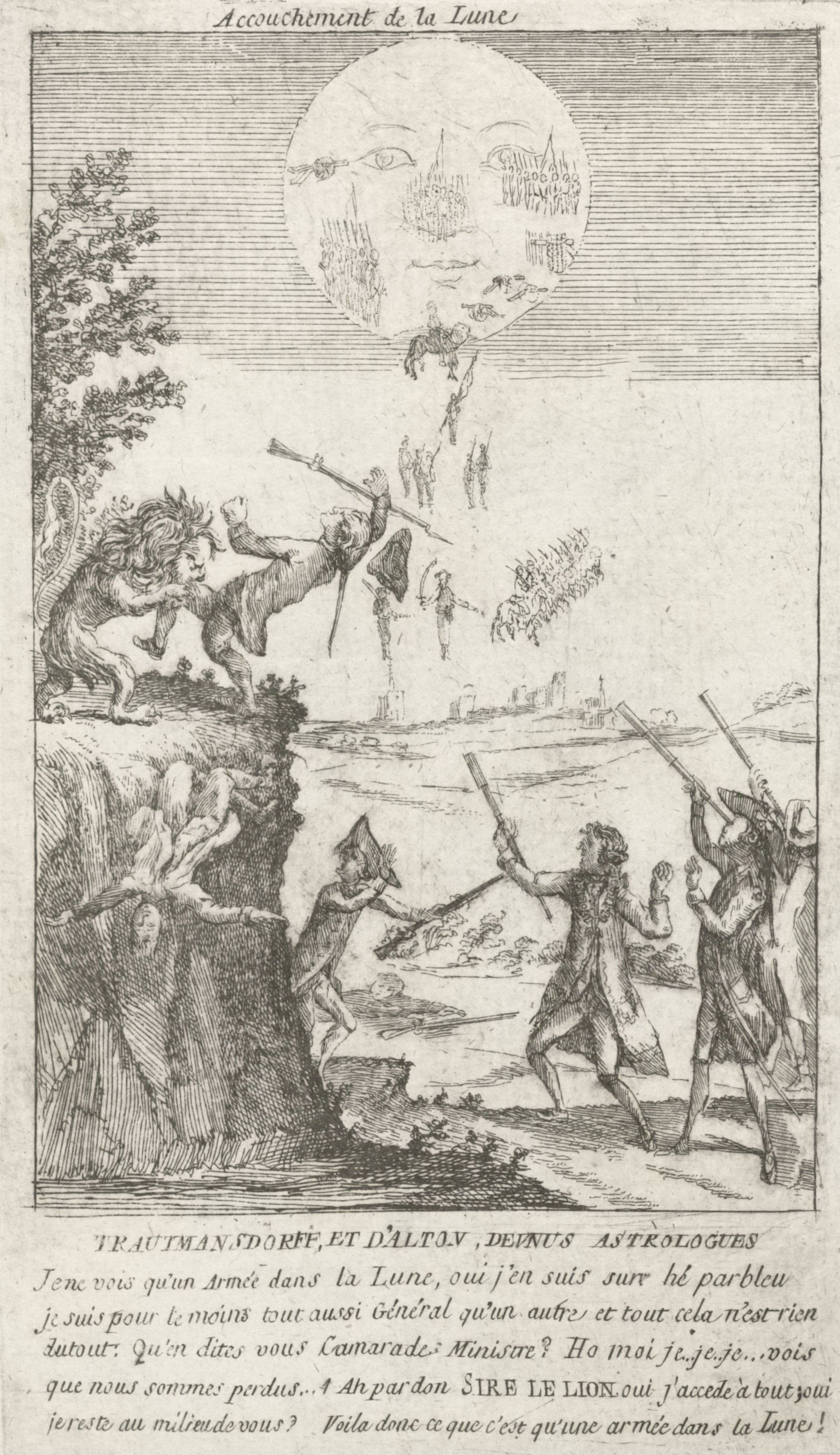
Spotprent op de uitspraak van d'Alton over het "Maanleger": Trautmansdorff en d'Alton als astrologen die waarnemen hoe de Maan bevalt van het Brabantse leger en hoe de Brabantse leeuw de Oostenrijkers verslaat.

D'Alton werd geboren in de Ierse baronie Rathconrath, waarschijnlijk in 1733, uit het voormalige heersersgeslacht van de plaats. Heel jong stapte hij in het Habsburgse leger, een van de vele Ieren die er fortuin maakten, zoals later zijn broer Edward. Hij nam deel aan campagnes aan de Rijn en in Italië, waarschijnlijk tijdens de Oostenrijkse successieoorlog. Vervolgens onderscheidde hij zich als kapitein tijdens de Zevenjarige Oorlog in veldslagen bij Frankfurt, Liegnitz en Landeshut. In 1772, rond de Eerste Poolse Deling, nam hij deel aan de bezetting van Galicië. 
Na 34 jaar dienst zag d'Alton zijn prestaties beloond met een grafelijke titel. Keizerin Maria Theresia verleende de patentbrief op 25 april 1777 en bevorderde hem rond die tijd ook tot luitenant-generaal, zodat hij aan het hoofd van een infanterieregiment kon deelnemen aan de Beierse Successieoorlog. 
Om zijn verheffing in de adelstand te vieren, bouwde d'Alton in 1784 een residentie in zijn geboortedorp Rathconrath. Aangrenzend liet hij met zijn broer James een witmarmeren piramide optrekken ter ere van Maria Theresia, Jozef II en George III. Het volgende jaar bekwam hij via de Engelse ambassadeur in Ierland dat zijn titel ook in Brits gebied gold. 
D'Alton had de reputatie een nietsontziende militair te zijn. Bij het neerslaan van een opstand in Transsylvanië gebruikte hij voor de ophangingen in Walachije bijzonder hoge schavotten. Dit soort geloofsbrieven zal keizer Jozef II ertoe hebben gebracht hem in oktober 1787 het militaire opperbevel over de Oostenrijkse Nederlanden toe te vertrouwen, in opvolging van de te zacht bevonden graaf Joseph Murray de Melgum. Tegelijk met d'Alton kwam Trauttmansdorff, een gevolmachtigd minister van wie meer doortastendheid werd verwacht. De generaal stond echter niet onder het gezag van de regering in Brussel.
Op 22 januari, de dag na zijn aankomst, maakte het leger verschillende burgerdoden op de Grote Markt van Brussel tijdens een ongewapende manifestatie. Hoewel de keizer zijn tevredenheid uitdrukte met dit begin, slaagde d'Alton er naderhand niet in de rebellie helemaal te onderdrukken. Zijn generaal Gottfried von Schröder zuiverde Luik van revolutionaire troepen, die eerder verdwenen dan te worden verslagen. Terwijl ze hergroepeerden in Breda, sneerde d'Alton dat het gedaan was met dit Maanleger. Zelf verspreidde hij zijn niet al te grote leger over talrijke kleine garnizoenen, wat een nadeel bleek toen de Brabantse Omwenteling in 1789 echt losbarstte. De nederlaag bij Turnhout op 27 oktober kon nog enigszins op het conto worden geschreven van Schröder, maar werd snel gevolgd door een aftocht in Gent. Een tiendaagse wapenstilstand die hij op 10 november sloot, bracht weinig baat. Na afloop stuurde hij het garnizoen van Bergen naar Namen, om prompt de eerstgenoemde stad te verliezen. De snelle desintegratie leidde ertoe dat de Oostenrijkers op 2 december overhaast wegtrokken uit Brussel, met achterlating van de artillerie en de schatkist (twee miljoen florijnen). Trauttmansdorff volgde op 12 december. Later zou hij schrijven dat hij niet voor de revolutie was moeten wijken, maar voor de eigen militairen (lees: de maatregelen van d'Alton).
In Luxemburg, waar de Oostenrijkers een heenkomen hadden gezocht, vernam d'Alton dat een woedende Jozef II hem ontzette uit zijn functie en voor de krijgsraad liet brengen wegens de schatkistkwestie. Om zich te verantwoorden publiceerde hij eind 1790 een memorandum, later aangevuld met een supplement over het vertrek van de keizerlijke troepen uit Brussel. De oneer van het komende proces bleek echter te groot. Op 16 februari 1791 pleegde d'Alton zelfmoord in Speyer (of mogelijk Trier), waarschijnlijk terwijl hij op de weg was van Brussel naar Wenen.

## Publicatie
- Mémoires pour servir à la justfication de feu son Excellence le général comte d'Alton et à l'histoire secrette de la révolution belgique, 1790: vol. I en vol. II